# Danser sa vie
Danser sa vie. Art et danse de 1900 à nos jours est une exposition qui s'est tenue au centre Georges-Pompidou entre le 23 novembre 2011 et le 2 avril 2012. Divisée en trois parties (« La danse comme expression de soi », « Danse et abstraction », « Danse et performance »), elle montrait comment la danse s’est peu à peu dégagée d’un certain classicisme, avant de devenir une source d’inspiration pour les avant-gardes (le cubisme, le Bauhaus, l’avant-garde russe).

## Description
L'exposition était consacrée aux liens des arts visuels et de la danse, depuis les années 1900 jusqu'à aujourd'hui. « Danser sa vie » illustrait son propos par les œuvres des figures artistiques du XXe siècle, des mouvements fondateurs de la modernité, ainsi que par les recherches des artistes et danseurs contemporains. À travers un parcours en trois actes, elle montrait l'intérêt commun de l'art et de la danse pour le corps en mouvement. En révélant la danse comme source d'inspiration pour les avant-gardes et l'art contemporain, « Danser sa vie » faisait dialoguer toutes les disciplines, des arts plastiques - jusqu'à la vidéo contemporaine - et de l'art chorégraphique. Un vaste choix de peintures, de sculptures, d'installations, d'œuvres audiovisuelles et de pièces chorégraphiques, était présenté en témoignage de leurs échanges et dialogues incessants.
D'après les deux commissaires, Christine Macel et Emma Lavigne, l'exposition a été conçue « selon trois axes thématiques traversant le siècle, trois dominantes qui se sont révélées au cours de nos recherches : celles de la subjectivité qui s'incarne dans l'œuvre jusqu'à devenir expression; celle d'une histoire de l'abstraction du corps, de son élémentarisation à sa mécanisation ; celle de la performance, née avec le Cabaret Voltaire - l'artiste Emmy Hennings -  et les avant-gardes dada dont Sophie Taeuber-Arp, qui s'est définie avec la danse au point de se confondre avec elle à partir des années 1960 ».

## Organisation
- Commissaires : Christine Macel, Emma Lavigne
- Attachée de conservation : Anna Hiddleston
- Chargée de recherche : Florencia Chernajovsky
- Chargés de production : Hervé Derouault, Dorothée L'Hérisson
- Architecte-Scénographe : Maciej Fiszer
- Régisseur des œuvres : Isabelle Hyvernat